# Celina Nahlik
Celina Nahlik (ur. 1 kwietnia 1897 w Monasterzyskach, zm. 22 listopada 1970 w Milanówku) – polska śpiewaczka operowa, spikerka i dziennikarka radiowa.

## Życiorys

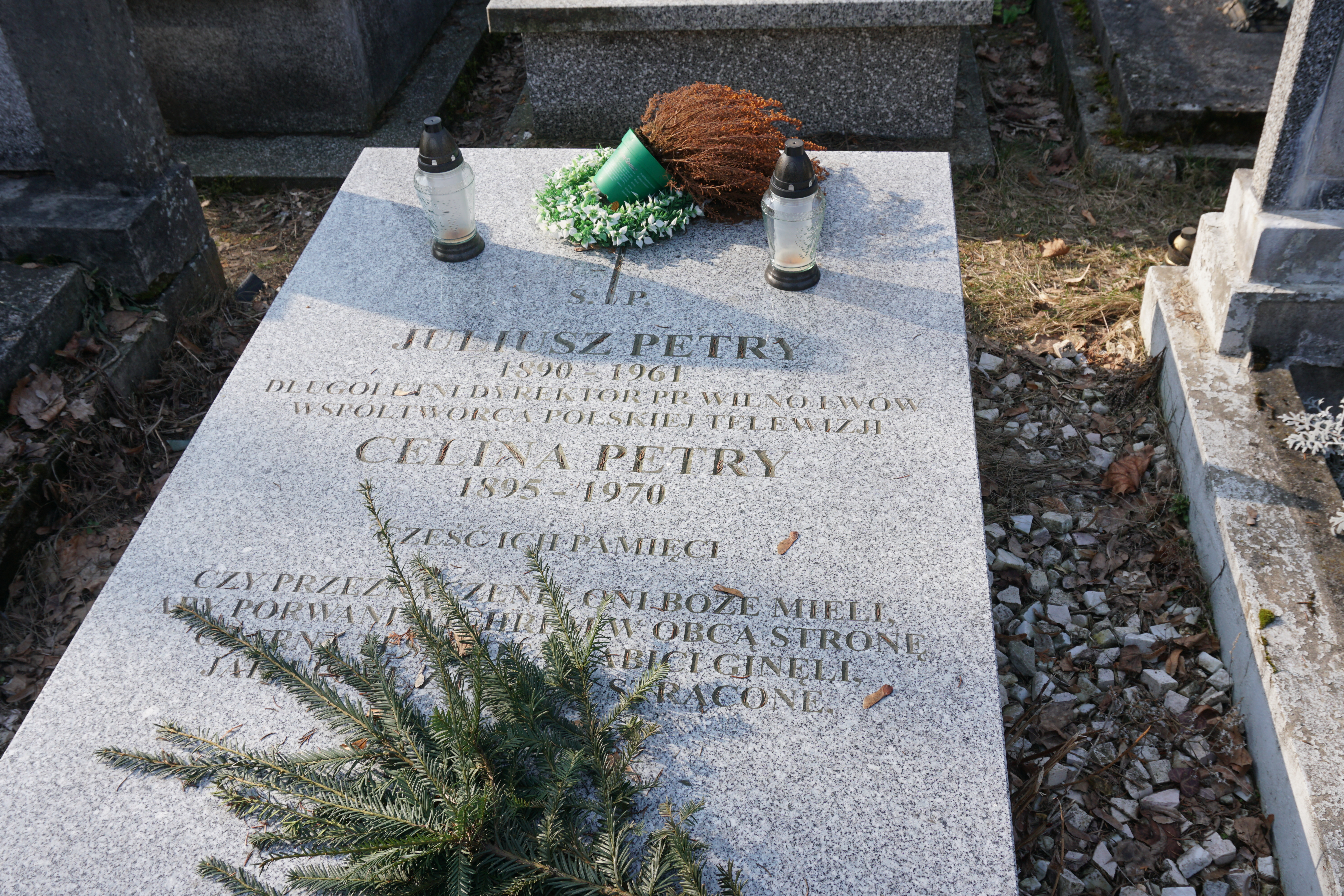
Grobowiec Juliusza Petrego i Celiny Nahlik

Urodziła się 1 kwietnia 1897 w Monasterzyskach jako córka Karola Nahlika (pułkownik) i Barbary z domu Tarczyńskiej. Uczyła się w gimnazjum we Lwowie i na Wydziale Filozoficznym Uniwersytetu Lwowskiego, a także w Wiedniu, gdzie odbyła studia wokalne i kurs wymowy.
Była członkinią chóru opery lwowskiej. W 1922 została laureatką Konkursu Śpiewaczego w Lublinie. Wówczas rozpoczęła karierę śpiewaczki operowej. Wykonywała partie sopranowe. Gościnnie występowała też w operach krakowskiej, poznańskiej i warszawskiej. Potem przez pięć lat występowała w operze lwowskiej. Koncertowała w polskich miastach.
Po odejściu z opery przeszła do pracy w Polskim Radiu Lwów, działającym od 1930. Od tego czasu pełniła rolę spikerki w tej rozgłośni, w którym tworzyła też audycje o tematyce muzycznej, w tym reportaże, których do listopada 1937 wykonała 85.
Dziesięć dni po wybuchu II wojny światowej, 11 września 1939, na antenie PR Lwów pełna emocji ogłosiła zamknięcie rozgłośni, która jednak 13 września czasowo wznowiła nadawanie. Ostatecznie przez ostrzał niemiecki ponownie przerwano nadawanie, a wkrótce potem – po wkroczeniu sowietów do miasta 22 września 1939 do Lwowa – radio rozgłośnia definitywnie zakończyła działalność. W trakcie trwającej od połowy 1941 okupacji niemieckiej w swoim mieszkaniu przy ul. Zyblikiewicza 18 organizowała spotkania stanowiące konspiracyjną kontynuację działalności lwowskiego radia. W 1942 zawarła związek małżeński z Juliuszem Petrym, przedwojenym dyrektorem Polskiego Radia Lwów (1890-1961). Oboje organizowali koncerty we Lwowie. W ramach repatriacji ze Lwowa oboje w 1945 trafili do Katowic, a następnie do Warszawy. Od 1947 do 1951 była zatrudniona w Polskim Radiu Wrocław, gdzie pracowała w redakcji audycji dla Polaków za granicą.
Później osiadła w Milanówku. Tam zmarła 22 listopada 1970 i została pochowana na miejscowym cmentarzu w grobowcu swojego męża.